# 베이징 국제 영화제
베이징 국제 영화제(중국어: 北京国际电影节)는 중국 베이징에서 열리는 영화제로, 2011년 처음 시작되었다.